# Polydesmus arcticollis
Polydesmus arcticollis är en mångfotingart som beskrevs av Peters 1864. Polydesmus arcticollis ingår i släktet Polydesmus och familjen plattdubbelfotingar. Inga underarter finns listade i Catalogue of Life.